# Капур, Сонам
Сонам Капур (англ. Sonam Kapoor; род. 9 июня 1985 года, Бомбей, Индия) — индийская актриса. Лауреат Filmfare Award за лучшую женскую роль по мнению критиков.

## Биография
Сонам родилась 9 июня 1985 года в Чембуре, Мумбаи. Старшая дочь знаменитого индийского актёра Анила Капура и бывшей модели Суниты Капур, внучка продюсера Суриндера Капура, племянница актёров Санджая Капура и продюсеров Бони Капура и Сандипа Марваха. У неё есть сестра Рея и брат Харшвандхан. Её двоюродные братья Арджун Капур и Ранвир Сингх также являются актёрами.
Сонам училась в школе Arya Vidya Mandir в Джуху, а после поступила в United World College of South East Asia в Сингапуре, где проучилась 2 года. Она так же изучала политологию и экономику в Университете Восточного Лондона. Актриса говорит на хинди, урду, маратхи, панджаби и английском языках.
8 мая 2018 года Сонам вышла замуж за друга и бизнесмена Ананда Ахуджу, с которым встречалась в течение 4-х лет.

## Карьера
До того, как начать свою карьеру актрисы Сонам работала у Санджая Лилы Бхансали вместе с Ранбиром Капуром в качестве ассистента во время съемок фильма «Последняя надежда».
Её дебютом стал фильм Бхансали 2007 года «Возлюбленная», снятый по мотивам повести «Белые ночи», где её партнером был Ранбир Капур. Фильм провалился в Индии, но имел оглушительный успех за рубежом. Сонам была номинирована на несколько известных индийских кинопремий, в том числе Filmfare Award за лучшую дебютную женскую роль и выиграла Stardust Awards как «Суперзвезда завтрашнего дня». В 2009 году вышел её второй фильм «Дели-6», также провалившийся в кассе, но признанный критиками. Он был показан на Венецианском и Дубайском кинофестивалях. За роль в фильме Сонам была номинирована на Asian Film Awards как лучший дебютант года.
В 2010 году снялась в фильме Пунита Мальхотры и компании Dharma Production «Я ненавижу истории любви» вместе с Имраном Ханом. Фильм имел оглушительный успех в Индии и за рубежом, и стал первым коммерческим хитом в карьере Сонам. Второй её фильм в 2010 «Айша» был адаптацией романа Джейн Остин «Эмма». Фильм собрал средний доход, но Сонам получила положительные отзывы о своей игре. Однако похвалы от критиков не помешали ей получить Golden Kela Awards за худшую женскую роль.
Первым её релизом в 2011 году стал фильм «Спасибо». Фильм был раскритикован, но собрал среднюю кассу. Второй её фильм «Времена года» провалился в кассе, но был признан критиками и показан на Чикагском кинофестивале. В 2012 году у Сонам вышел только один фильм «Игроки», ремейк «Ограбления по-итальянски», часть съемок которого проходила в России. Фильм провалился в прокате и низко оценён критиками.
В 2013 году у Сонам вышли два фильма: «Беги, Милка, Беги» с Фарханом Ахтаром, ставший лучшим фильмом года по версии Filmfare, и «Отчаянно влюблённый» с Дханушем, который принес ей первую номинацию на Filmfare Award за лучшую женскую роль.
Также Сонам снялась в клипе британского группы Coldplay и певицы Бейонсе на песню «Hymn for the Weekend» (альбом A Head Full of Dreams). Презентация клипа состоялась 29 января 2016 года. Сонам можно увидеть в конце этого клипа, когда она бежит по склону холма в цветном сари и подбрасывает цветочные лепестки в воздух.
В том же году вышел фильм «Нирджа», в котором она сыграла роль стюардессы Нирджи Бханот, погибшей защищая пассажиров самолёта от террористов. Фильм имел коммерческий успех и положительную оценку критиков, а также принёс актрисе Filmfare Award за лучшую женскую роль по мнению критиков и специальное упоминание Национальной кинопремии.
В 2018 году вышли три фильма с Сонам: Veere Di Wedding, её партнёрами в котором стали Карина Капур, Свара Бхаскар и начинающая актриса Шикха Талсания, «Падмен» с Акшаем Кумаром, получивший смешанные отклики от критиков, а также в фильм-биография о Санджае Датте, где она сыграла подругу главного героя, чей образ основан на личности актрисы Тины Муним.

## Фильмография
| Год  |   | Русское название          | Оригинальное название | Роль                    |
| ---- | - | ------------------------- | --------------------- | ----------------------- |
| 2007 | ф | Возлюбленная              | Saawariya             | Сакина                  |
| 2009 | ф | Дели-6                    | Delhi-6               | Битту Шарма             |
| 2010 | ф | Я ненавижу истории любви  | I Hate Luv Storys     | Симран                  |
| 2010 | ф | Айша                      | Aisha                 | Аиша Капур              |
| 2011 | ф | Спасибо                   | Thank You             | Санджана Мальхотра      |
| 2011 | ф | Времена года              | Mausam                | Аят Расул               |
| 2012 | ф | Игроки                    | Players               | Найна Браганза          |
| 2013 | ф | Отчаянно влюблённый       | Raanjhanaa            | Зоя Хайдер              |
| 2012 | ф | Беги, Милка, Беги         | Bhaag Milkha Bhaag    | Биро                    |
| 2014 | ф | Непреклонный отец         | Bewakoofiyaan         | Маира Сехгал            |
| 2014 | ф | Красотка                  | Khoobsurat            | Мринали Чакраварти      |
| 2015 | ф | Невеста-плутовка          | Dolly Ki Doli         | Долли                   |
| 2015 | ф | Сокровище по имени любовь | Prem Ratan Dhan Payo  | принцесса Майтхили Деви |
| 2016 | ф | Нирджа                    | Neerja                | Нирджа Бханот           |
| 2018 | ф | Пэд Мен                   | Padman                | Пари Валия              |
| 2018 | ф |                           | Veere Di Wedding      | Анви Мальхтра           |
| 2018 | ф | Санджу                    | Sanju                 | Руби                    |